# Hermann Beckby
Hermann Beckby (* 13. Mai 1890 in Oberlahnstein; † 13. März 1980 in Diez) war ein deutscher Philologe und Lehrer.

## Leben
Er war der Sohn eines Tischlers und besuchte 1902 bis 1909 das Gymnasium in Oberlahnstein. Anschließend studierte er Klassische Philologie an der Universität Bonn. Anschließend war er als Lehrer in Kassel, Hersfeld, Hirschberg/Schlesien und Oels bei Breslau tätig. Nach 1945 kehrte er in seine Heimat zurück und unterrichtete bis zu seinem Ruhestand 1955 als Studienrat am Goethe-Gymnasium in Bad Ems.
Neben einigen altphilologischen Sachbüchern gab Beckby 1957–1958 für Deutschland erstmals vollständig die Anthologia Graeca heraus.

## Veröffentlichungen (Auswahl)
- Oberlahnstein – Schicksal einer rheinischen Stadt. Oberlahnstein 1952.
- Anthologia Graeca. Band I–II Heimeran, München 1957; Band III-IV Heimeran, München 1958 (Bd. I-IV 2. verbesserte Auflage 1965).[1]